# Philippe de Champaigne
Philippe de Champaigne (ur. 26 maja 1602 w Brukseli, zm. 12 sierpnia 1674 w Paryżu) – francuski malarz doby baroku.

## Życiorys
Z pochodzenia Flamand, w 1621 opuścił Brukselę i przyjechał do Paryża, gdzie podjął współpracę z Nicolasem Poussin. Od 1628 był nadwornym malarzem Marii Medycejskiej, później Ludwika XIII i kardynała Mazarina. Oprócz tworzenia obrazów na zamówienie dworu, brał także udział przy tworzeniu Królewskiej Akademii Malarstwa i Rzeźby; od 1653 był jej rektorem.

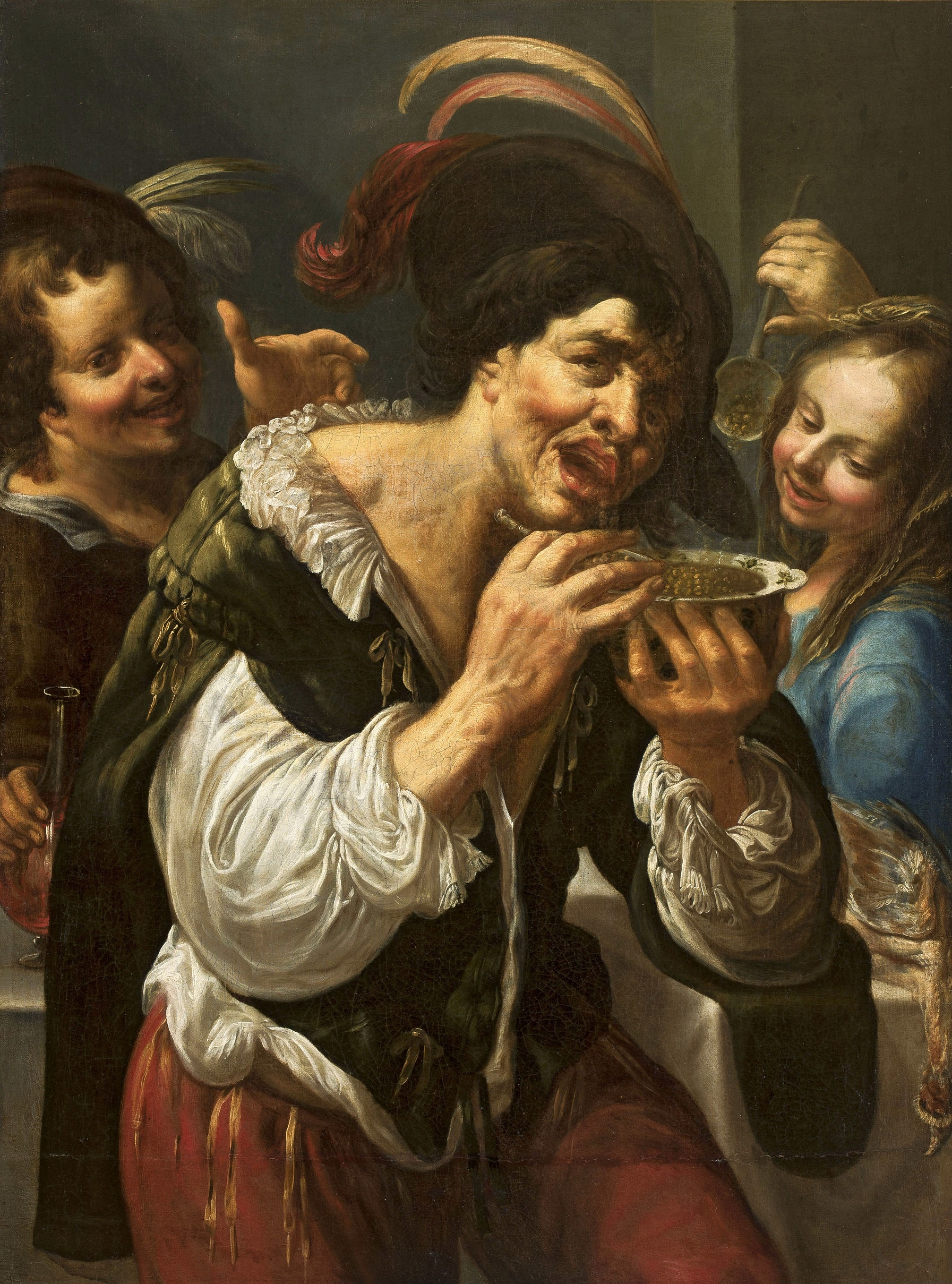
Georges jedzący zupę, Muzeum Narodowe w Warszawie

Od 1638 był związany z jansenistami z Port-Royal. W latach 40. XVII wieku rozgorzał spór między członkami tego ruchu a jezuitami. Ludwik XIV postanowił zlikwidować klasztor Port-Royal, dla którego de Champaigne malował obrazy. W 1664 malarz stanął w obronie klasztoru, po czym odsunięto go od dworu, choć nie pozbawiono tytułu malarza królewskiego.
Obrazy Philippe'a de Champaigne cechował realizm, statyczna kompozycja i zazwyczaj chłodna gama barw. Ślady po jego flamandzkim rodowodzie, takie jak bogata faktura i drobiazgowość, poddawał klasycznym rygorom. W portretach koncentrował się na pogłębionej analizie psychologicznej, jednocześnie wiernie oddając fizjonomię portretowanego. Postać przedstawiał często albo na neutralnym tle, albo na tle kotary bądź fragmentu architektury i pejzażu. Wykorzystywał także motyw obramienia okiennego, w którym umieszczał portretowaną osobę. W obrazach religijnych starał się wiernie obrazować tekst biblijny.
Portretował najważniejsze osoby ówczesnej Francji: Ludwika XIII, kardynała Richelieu, Pascala, ale także jansenistów, m.in. matkę Angelikę Arnauld, Saint-Cyran i Arnauld d'Andilly. W 1662 namalował obraz wotywny Ex-voto (Zakonnice z Port-Royal) w podzięce za uzdrowienie swojej sparaliżowanej córki, przebywającej w klasztorze.

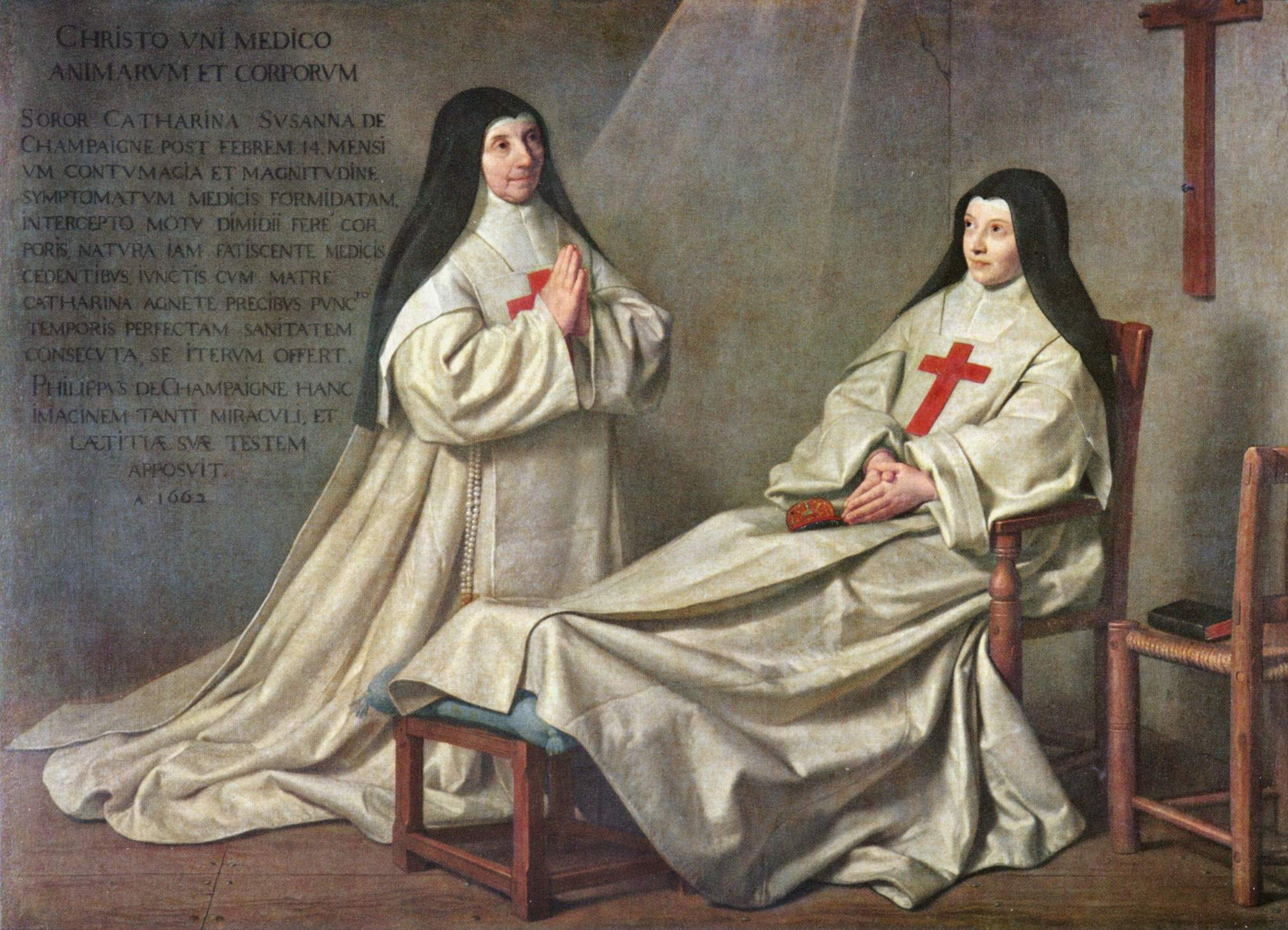
Ex-voto, 1662, Luwr
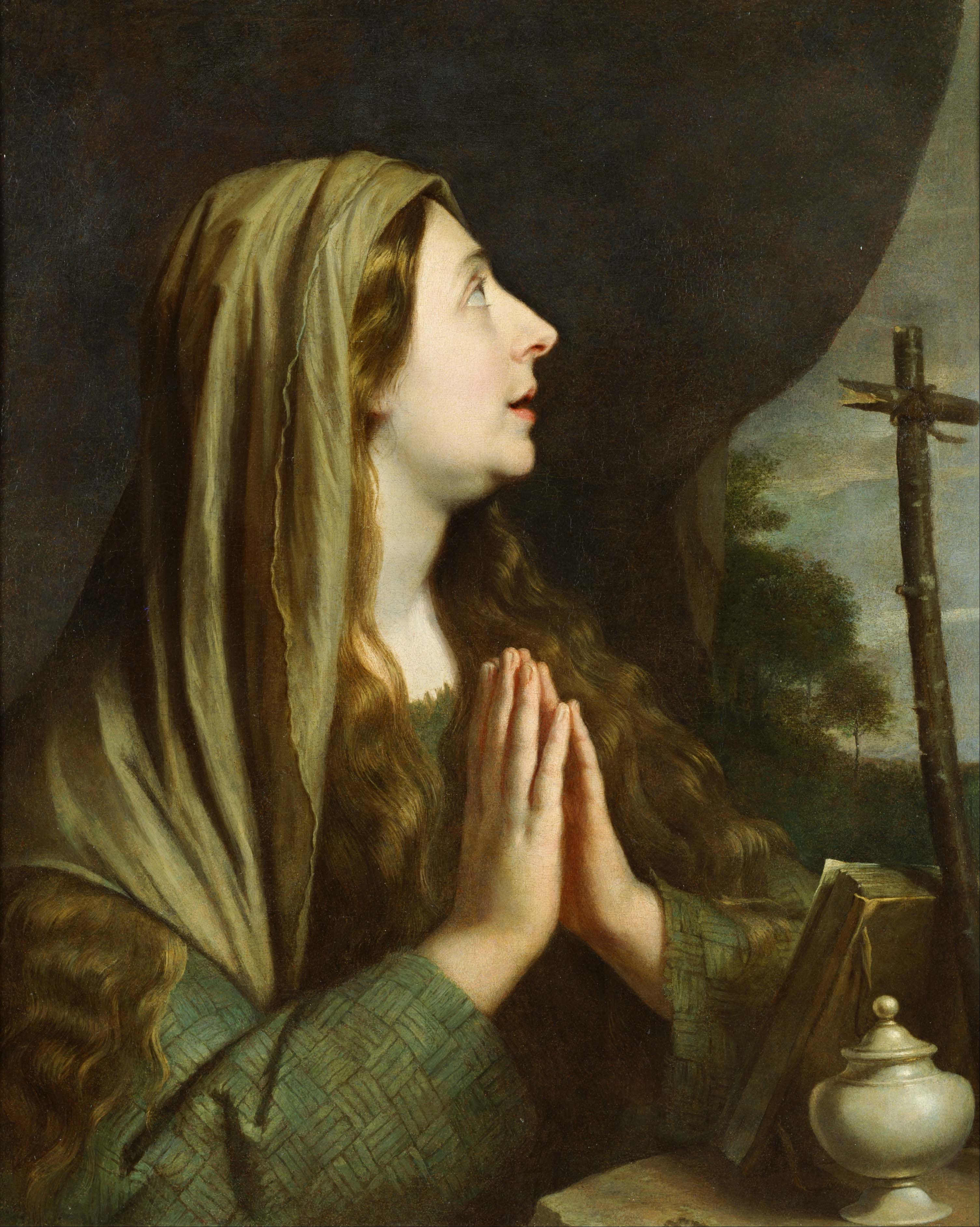
Maria Magdalena, The National Museum of Western Art w Tokio
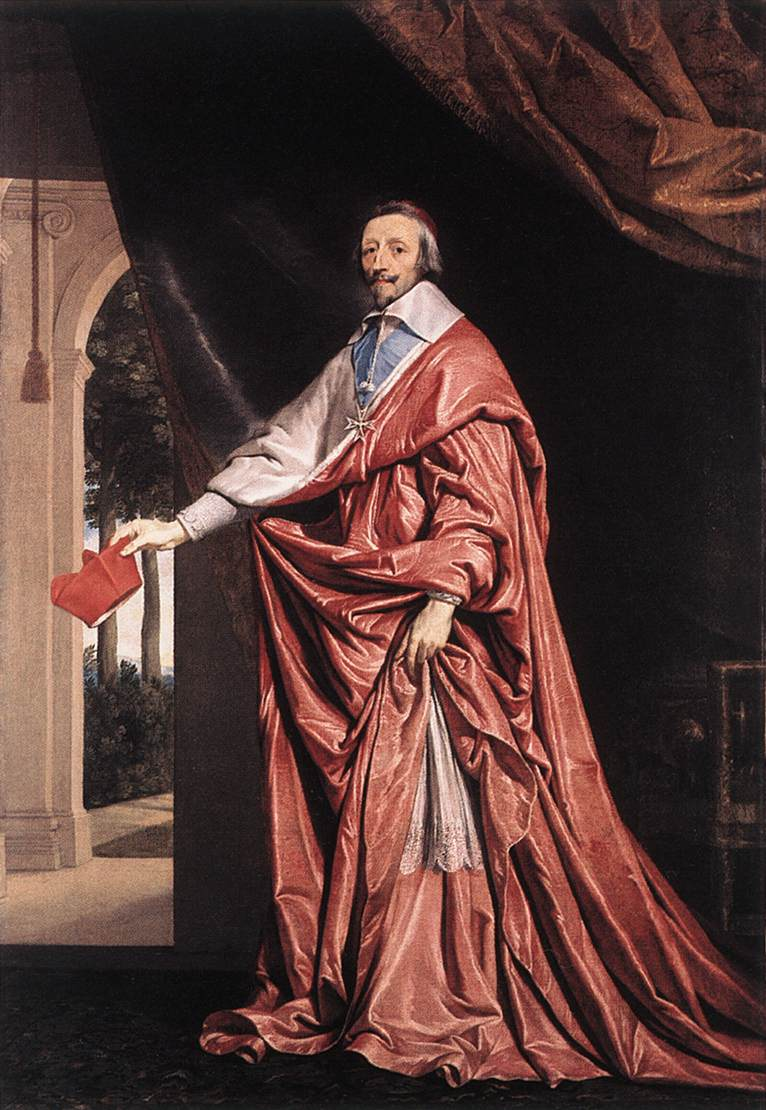
Portret kardynała Richelieu, ok. 1637, National Gallery w Londynie
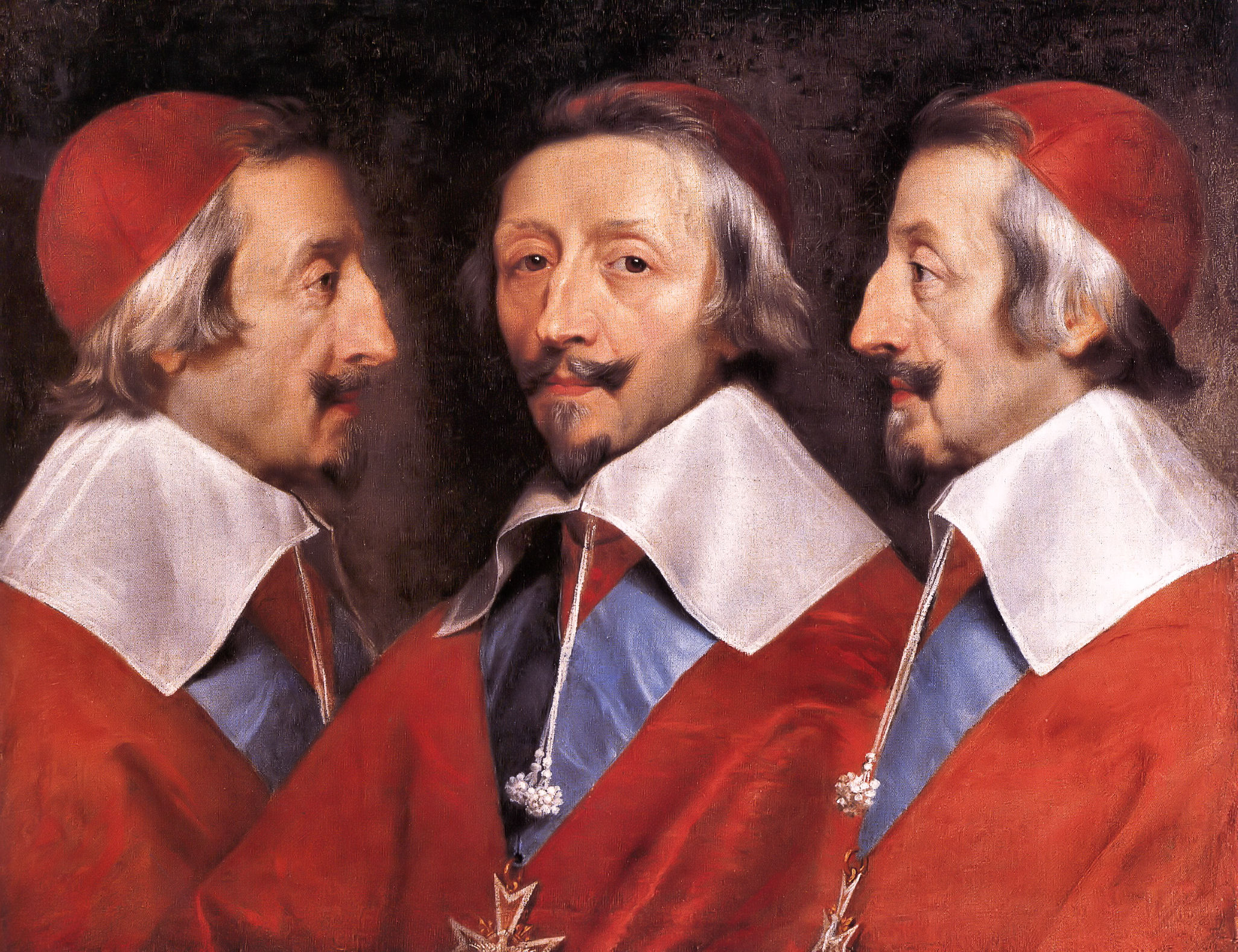
Potrójny portret kardynała Richelieu, 1637, National Gallery w Londynie
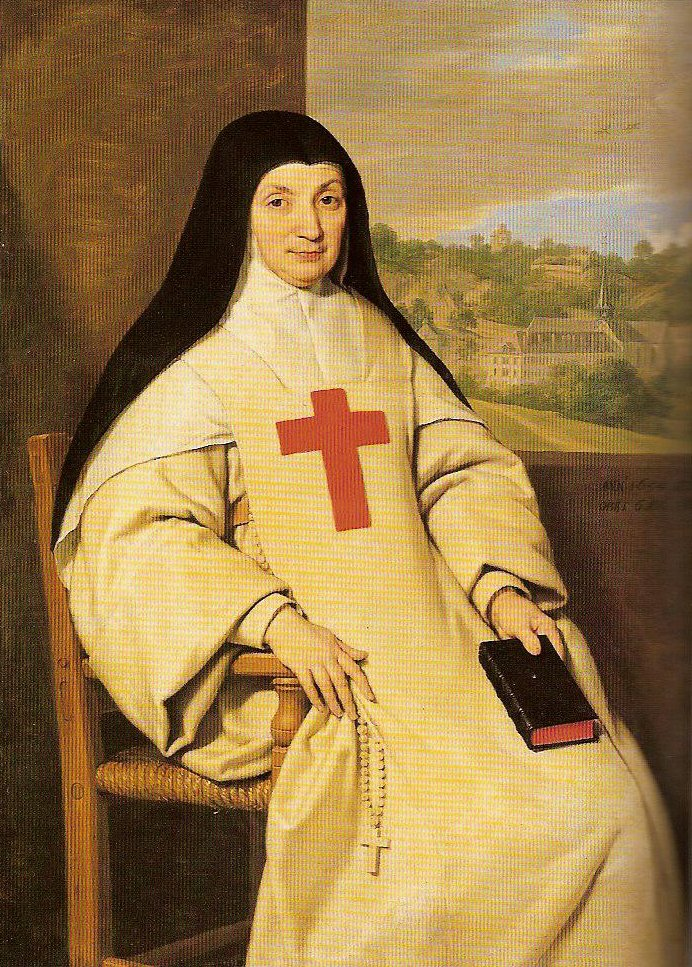
Portret Angeliki Arnauld, Musée d'Évreux
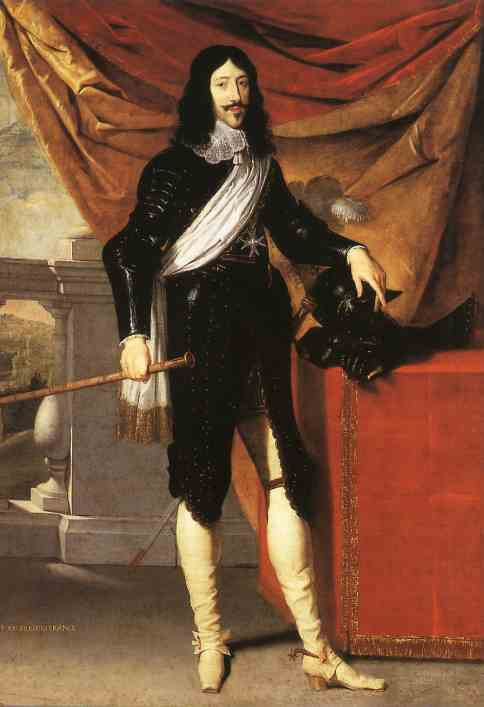
Portret Ludwika XIII,